# オオバベニガシワ
オオバベニガシワ Alchornea davidii Franch. はトウダイグサ科の樹木。若葉が赤くなることから観賞用に植栽される。

## 特徴
落葉性の低木。樹高は1-3mになり、枝は疎らでやや太い。また地中から多数の新たな幹を出す。葉は互生する。葉柄は長く、時に20cmにもなる。若葉は暗紅色で特に春には芽生えが美しくなる。成長した葉は大きな円形となり、先端は短く尖っており、基部は僅かに凹んでいるか、または多少幅の広い心形になっており、葉の縁には浅い鋸歯がある。葉質は薄く、表の面は緑色で裏の面は白緑色となっており、葉脈は細かい脈の先まで突き出しており、その脈上には細かい毛がある。葉柄が葉身に接するところには細かい毛が生えた2個の針状の突起があり、また葉脈の基部には針状の托葉がある。
雌雄同株が基本ではあるが、時に雌雄異株になる。雄花序は前年の枝の葉の葉腋から出て、花序は短くて花は白、通常は8本の雄しべが車状に並ぶ。花は新しい葉の展開する前に咲く。雌花には角状の柱頭があり、これが赤くて目を引く。
和名は大葉紅槲の意で、大きな葉が赤くなることからの命名である。

## 分布
中国南部が原産地である。

## 分類と近似種
本種の属するアミガサギリ属には世界に約60種がある。日本にはアミガサギリ Alchornea liukiuensis が奄美大島以南の琉球列島に分布し、海岸沿いの石灰岩質の地域に点在的に成育しているのみで、この種は特に栽培などされていないようである。
ちなみに本属の植物としては本種の方が有名であるからか、本属の和名としてオオバベニガシワ属が使われたことも多い。

## 利用
若葉が赤くなるのが美しく、庭園で栽培される。庭や花壇に植栽される他、切り花としても用いられる。
耐寒性はある程度あり、関東地方以南の暖地での栽培される。土質は特に選ばない。半日陰でもよく育つが、その場合には若葉の色が綺麗にならない。繁殖は地中より出る茎を分けることと挿し木で行う。